# Boulaide (kommun)
Kommunen Boulaide (franska: Commune de Boulaide, luxemburgiska: Gemeng Bauschelt, tyska: Gemeinde Bauschleiden) är en kommun i kantonen Wiltz i nordvästra Luxemburg. Kommunen har 1 441 invånare (2022), på en yta av 32,13 km². Den utgörs av huvudorten Boulaide samt orterna Baschleiden och Surré.